# Gajah Mada
Gajah Mada (overleden in 1364) was, volgens oude Javaanse manuscripten, gedichten en mythen, een beroemd militair leider en minister-president (mahapatih) van het rijk van Majapahit, die dit koninkrijk tot de toppen van zijn roem heeft gebracht. Hij zou een eed hebben afgelegd, de zogenaamde Sumpah Palapa, waarin hij beloofde geen gekruid voedsel meer te eten tot hij heel Nusantara, de hele Indonesische archipel, zou hebben veroverd. In het moderne Indonesië wordt hij daarom als een belangrijke nationale held beschouwd.

## Opgeklommen totMahapatih
Van Gajah Mada's jeugd is weinig bekend. Sommige stukken maken melding van een carrière als commandant van de Bhayangkara, een elitewacht van de koningen van Majapahit en hun familie. Toen Rakrian Kuti, een van de bestuurders van Majapahit, in 1319 in opstand kwam tegen koning Jayanegara, die regeerde in 1309-1328, in opstand kwam, hielpen Gajah Mada en de toenmalige mahapatih Arya Tadah de koning en zijn familie om te ontsnappen uit de hoofdstad Trowulan. Later hielp Gajah Mada de koning om naar de hoofdstad terug te keren en de opstand neer te slaan. Zeven jaar later zou Jayanegara vergiftigd zijn door Rakrian Tanca, een van Rakrian Kuti's helpers.
Maar in een andere versie, die van de Nagarakretagama, een Javaans episch gedicht uit de 14e eeuw, zou Jayanagara zijn vermoord op initiatief van Gajah Mada zelf, iets dat wordt bevestigd door inscripties uit de late 13e en vroege 14e eeuw. Gezegd wordt dat Jayanegara overbeschermend was ten opzichte van zijn twee halfzusters, die geboren waren uit Kertarajasa's jongste koningin, Dyah Dewi Gayatri. Klachten van deze twee jonge prinsessen leidden tot het ingrijpen van Gajah Mada. Zijn drastische oplossing was dat een chirurg de koning zou vermoorden onder het voorwendsel dat hij een operatie verrichtte.
Jayanegara werd direct opgevolgd door zijn zuster Tribhuwana Wijayotunggadewi. Zij regeerde van 1328 tot 1350. Een jaar na haar aantreden als koningin werd Arya Tadah als mahapatih gepensioneerd en werd Gajah Mada tot mahapatih benoemd. De mahapatih is een soort minister-president in een soort ministerraad van in totaal vijf personen. Een van hen was mahapatih. Nadat Gajah Mada mahapatih was geworden, sloeg hij nog een opstand neer, die van Sedah en Keta in 1331.
In de tijd dat Gajah Mada mahapatih was bezocht de beroemde islamitische reiziger Ibn Battuta rond het jaar 1345 de Indonesische archipel.

## Sumpah Palapa
Gezegd wordt, dat Gajah Mada tijdens zijn aanstelling als mahapatih onder koningin Thribuwana Wijayotunggadewi zijn beroemde eed Sumpah Palapa aflegde. Dit wordt beschreven in de Pararaton (Koningsboek), een Javaanse rijkskroniek afkomstig uit het 16e-eeuwse Bali:
“Sira Gajah Mada pepatih amungkubumi tan ayun amukita palapa, sira Gajah Mada : Lamun huwus kalah nusantara ingsun amukti palapa, lamun kalah ring Gurun, ring Seram, Tanjungpura, ring Haru, ring Pahang, Dompo, ring Bali, Sunda, Palembang, Tumasik, samana ingsun amukti palapa “
"Gajah Mada, de minister-president, zei dat hij geen kruiden zou proeven. Hij zei: zo lang als ik Nusantara niet bijeen gebracht heb, zal ik geen kruiden proeven. Voordat ik Gurun, Ceram, Tanjungpura, Haru, Pahang, Dompo, Bali, Soenda, Palembang, Temasik veroverd heb, zal ik nooit enige kruiden proeven."
Hoewel dit vaak geïnterpreteerd is in de betekenis dat Gajah Mada niet zou toestaan dat zijn voedsel werd gekruid, wordt de eed soms geïnterpreteerd in de betekenis dat Gajah Mada afstand deed van alle aards geluk totdat hij de hele bekende archipel voor Majapahit zou hebben veroverd.
Zelfs zijn beste vrienden twijfelden aanvankelijk aan zijn eed, maar Gajah Mada joeg zijn droom om Nusantara bijeen te brengen na ter meerdere eer en glorie van Majapahit. Weldra veroverde hij het omliggende gebied van Bedahulu (Bali) en Lombok (1343). Daarna stuurde hij de marine naar het westen om de restanten van het thalassocratische koninkrijk van Srivijaya in Palembang aan te vallen. Daar installeerde hij Adityawarman, een prins van Majapahit als vazal in de Minangkabau in West-Sumatra.
Toen veroverde hij het eerste Islamitische sultanaat in Zuidoost-Azië, Samudra Pasai, en een andere staat op het eiland Sumatra. Gajah Mada veroverde ook Bintan, Temasik (Singapore), Maleisië en Kalimantan.
Toen koningin Thribuwana Wijayotunggadewi stierf, werd haar zoon Hayam Wuruk koning. Hij regeerde van 1350 tot 1389. Gajah Mada behield onder de nieuwe koning zijn positie als mahapatih en zette zijn veldtochten in oostelijke richting voort naar Logajah, Gurun, Ceram, Hutankadali, Sasak, Makassar, Buton, Banggai, Kunir, Galiyan, Salayar, Soemba, Muar (Saparua), Solor, Bima, Wandan (Banda), Ambon, Timor, en Dompo.
Zo bracht hij de hele archipel onder Majapahits controle: niet alleen het grondgebied van het tegenwoordige Indonesië, maar ook dat van Singapore, Maleisië, Brunei en de zuidelijke Filipijnen met uitzondering van het gebied van de tegenwoordige zes Indonesische provincies op Nieuw Guinea.

## De nederlaag bij Bubat
In 1357 was Sunda in West-Java de enige nog overgebleven staat grenzend aan het rijk van Majapahit die weigerde de heerschappij van Majapahit te erkennen. Koning Hayam Wuruk maakte plannen om Dyah Pitaloka te huwen, een prinses van Sunda en de dochter van de Sundanese koning. Gajah Mada kreeg de taak om naar het dorp Bubat te gaan en daar de prinses te verwelkomen zodra zij in Majapahit aankwam met haar vader en escorte.
Maar terwijl de koning van Sunda dacht dat het huwelijk bedoeld was om een nieuwe alliantie tussen Sunda en Majapahit te bevestigen, had Gajah Mada een ander idee. Hij zag dit huwelijk als een teken van onderwerping van Sunda aan Majapahit. Dit misverstand leidde tot verlegenheid en wedijver die snel resulteerden in een veldslag. In het bloedbad werden de koning en al zijn bewakers in de velden van Bubat gedood. Toen prinses Dyah Pitaloka deze verschrikkingen zag, pleegde zij zelfmoord met een kris.
Hayam Wuruk was diep geschokt door dit debacle. Gajah Mada werd direct verbannen en bracht de rest van zijn dagen door op het landgoed Madangkara in Probolinggo in Oost-Java.
Uiteindelijk stierf Gajah Mada in 1364 als een vergeten man. De macht die Gajah Mada gedurende zijn tijd als mahapatih had verzameld vond koning Hayam Wuruk nu te veel voor één enkele persoon. De koning splitste de verantwoordelijkheden die aan Gajah Mada hadden toebehoord in vier afzonderlijke nieuwe ministersposten, waarmee hij vermoedelijk zijn eigen macht vergrootte. Koning Hayam Wuruk, waarvan gezegd werd dat hij een wijs leider geweest is, was in staat om de positie die Majapahit gedurende Gajah Mada's heerschappij had verkregen te behouden, maar na de dood van de koning zette zich een langzame teruggang in.

## Nalatenschap
Gajah Mada's nalatenschap is zeer zichtbaar in Indonesië. In de vroege dagen van de republiek citeerden leiders als Soekarno Gajah Mada's eed als een inspiratie en 'bewijs' dat de natie zich kon verenigen, ondanks zijn enorme territoir en uiteenlopende culturen. Zo was Gajah Mada een grote inspiratie gedurende de Indonesische onafhankelijkheidsstrijd tegen de Nederlandse kolonisatie.
Eén staatsuniversiteit, de Universitas Gadjah Mada in Yogyakarta, is naar Gajah Mada genoemd. De eerste Indonesische telecommunicatiesatelliet kreeg de naam Satelit Palapa om zijn belang voor het verenigen van het land aan te geven. Vele steden in Indonesië hebben straten genoemd naar Gajah Mada.